# Aéroport national de Tehuacán
L'aéroport national de Tehuacán (espagnol : Aeropuerto Nacional de Tehuacán) (code IATA : TCN • code OACI : MMHC • code DGAC M. : TCN) est un aéroport desservant Tehuacán, une ville de l’État de Puebla au Mexique. Il est géré par Aeropuertos y Servicios Auxiliares.

## Statistiques
En 2017, l'aéroport a accueilli 3 877 passagers et en 2018, 2 844 passagers.
Pour des raisons techniques, il est temporairement impossible d'afficher le graphique qui aurait dû être présenté ici.

Voir la requête brute et les sources sur Wikidata.

## Installations
L’aéroport est situé à une altitude de 1 679 m. Il possède une piste désignée 13/31 avec une surface en asphalte de 1 990 m.

## Voir également
- Liste des aéroports les plus fréquentés au Mexique